# Sintetismo (pintura)

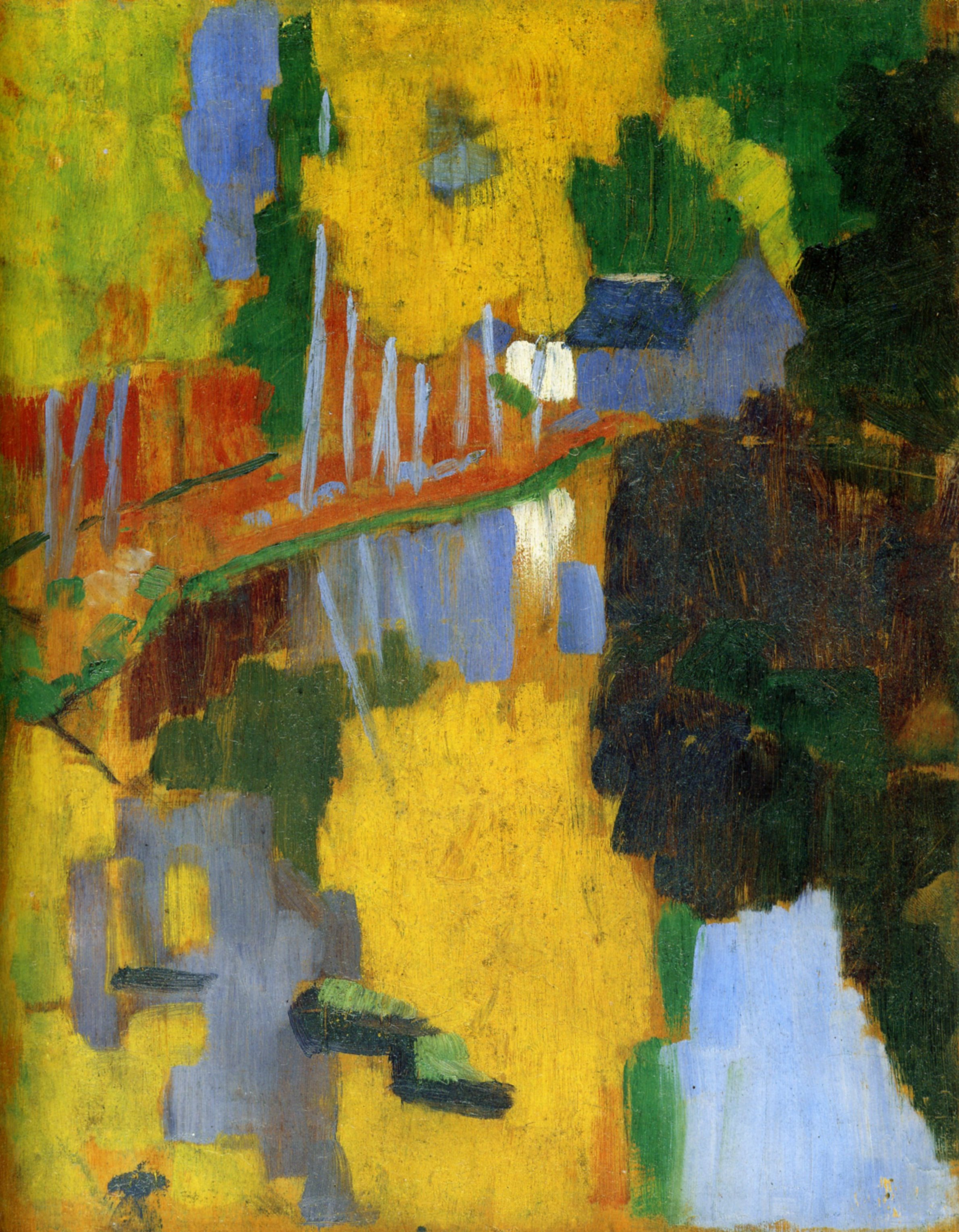
El Talismán, de Paul Sérusier, 1888, Musée d'Orsay, París, una de las obras principales de la escuela sintética.

Sintetismo es un término utilizado por artistas postimpresionistas como Paul Gauguin, Emile Bernard y Louis Anquetin para distinguir su trabajo del impresionismo. En la escuela de Pont-Aven se fraguaron el sintetismo y el cloisonismo. Anteriormente, el sintetismo estuvo conectado con el cloisonismo y más tarde con el simbolismo. El término se deriva del verbo francés synthétiser (sintetizar o combinar para formar un nuevo producto complejo). 
Paul Gauguin, Emile Bernard, Louis Anquetin y otros fueron los iniciadores del estilo a finales de la década de 1880 y a principios de la de 1890.
Los artistas sintetistas tuvieron el objetivo de sintetizar tres características: 
- La apariencia exterior de las formas naturales.
- Los sentimientos del artista acerca de su objeto.
- La pureza de las consideraciones estéticas de la línea, el color y la forma.

En 1890, Maurice Denis sumarizó los objetivos del sintetismo como,
Es bueno recordar que una pintura, antes de ser un caballo de batalla, una mujer desnuda o alguna otra cosa es, esencialmente, una superficie plana cubierta con colores conjuntados en un cierto orden.
El término fue utilizado por primera vez en 1877 para distinguir entre el impresionismo científico y naturalista, y en 1889, cuando Gauguin y Emile Schuffenecker organizaron una Exposición de pinturas de grupos impresionistas y sintetistas en el Café Volpini, en la Exposición Universal de París de 1889. El confuso título, ha permitido erróneamente asociarlo con el impresionismo. El sintetismo enfatizó patrones planos de dos dimensiones, siendo por tanto diferente del arte y la teoría impresionista.

## Algunas pinturas sintetistas
- Paul Sérusier - El talismán (Le Talisman (Bois d'amour)) (1888).
- Paul Gauguin - La visión tras el sermón (1888), La Bella Ángela (1889), La pérdida de la inocencia (1890).
- Émile Bernard - Le Blé Noir (1888).
- Cuno Amiet - Bretonne (1893).